# Prudential Tower
Prudential Tower je mrakodrap v Bostonu. Má 52 podlaží a výšku 228 metrů (s anténou 276 m). Po dokončení v roce 1964 se stal nejvyšší budovou v USA stojící mimo New York. V současnosti je 2. nejvyšší mrakodrap ve městě, vyšší je už jen John Hancock Tower. Projekt vypracovala firma The Luckman Partnership.